# Jiří Menzel
Pour les articles homonymes, voir Menzel (homonymie).
Jiří Menzel est un réalisateur de film, metteur en scène de théâtre, acteur et écrivain tchécoslovaque puis tchèque, né le 23 février 1938 à Prague et mort le 5 septembre 2020 dans la même ville.
Il est une figure de la Nouvelle Vague tchécoslovaque.

## Biographie

### Famille et formation
Son père, Jozef Menzel, est journaliste, traducteur et écrivain de livres pour enfants. Jiří Menzel étudie le cinéma à l'Académie du film de Prague avec pour professeur Otakar Vávra et dont il sort diplômé en 1962.

### Carrière
Jiří Menzel se rend célèbre dans les années 1960 en devenant un des représentants de la Nouvelle Vague tchèque en réalisant un des cinq courts métrages du film Les Petites Perles au fond de l'eau adaptant un recueil de nouvelles de Bohumil Hrabal, puis les films Trains étroitement surveillés, inspiré d'un autre texte de Bohumil Hrabal, qui reçoit l'Oscar du meilleur film en langue étrangère en 1968, et Un été capricieux (adaptation d'un roman de Vladislav Vančura) qui remporte le Globe de cristal du meilleur film au Festival de Karlovy Vary en 1968.
Son film Alouettes, le fil à la patte, tourné en 1969, est interdit et ne sort qu'en 1990  (il fera alors partie de la sélection officielle à la Berlinale 1990 où il remportera l'Ours d'or). La censure le force alors à faire de la mise en scène de théâtre et il ne peut réaliser un nouveau film qu'en 1974.
En plus de son premier long métrage Trains étroitement surveillés , il adapte Bohumil Hrabal dans les films Alouettes, le fil à la patte, Une blonde émoustillante, Les Festivités du Perce-neige et Moi qui ai servi le roi d'Angleterre.
Outre Bohumil Hrabal, il adapte aussi Vladislav Vančura avec les films Un été capricieux et La Fin du bon vieux temps, Václav Havel avec L'Opéra du gueux, Vladimir Voïnovitch avec Les Aventures d'Ivan Tchonkine.
Son film Mon cher petit village est nommé aux Oscars en 1986.

## Filmographie

### Courts métrages
- 1960 : Des maisons préfabriquées (Domy z panelu) (documentaire)
- 1961 : Zurnal FAMU - První obcasník - segment Praxe
- 1963 : Monsieur Fœrster est mort (Umřel nám pan Foerster)
- 1965 : Koncert 65
- 1965 : Les Petites Perles au fond de l'eau (Perličky na dnĕ) - segment La mort de M. Baltazar (Smrt pana Baltazara)
- 1966 : Le Crime à l'école des jeunes filles (Zločin v dívčí škole)
- 1974 : Les Métamorphoses du paysage (Promeny krajiny)
- 1976 : La Maison à l'orée du bois (Na samotě u lesa)
- 2002 : Ten Minutes Older: The Cello (Dalšich deset minut II) - segment One Moment

### Longs métrages
- 1966 : Trains étroitement surveillés (Ostře sledované vlaky)
- 1968 : Crime au café-concert (Zločin v šantánu)
- 1968 : Un été capricieux (Rozmarné léto)
- 1969 : Alouettes, le fil à la patte (Skřivánci na niti)
- 1974 : Celui qui cherche l'or (Kdo hledá zlaté dno)
- 1978 : Ces merveilleux hommes à la manivelle (Báječní muži s klikou)
- 1981 : Une blonde émoustillante (Postřižiny)
- 1984 : Les Festivités du Perce-neige (Slavnosti sněženek)
- 1985 : Mon cher petit village (Vesničko má, středisková)
- 1989 : La Fin du bon vieux temps (Konec starých časů)
- 1991 : L'Opéra du gueux (Žebrácká opera)
- 1994 : Les Aventures d'Ivan Tchonkine (Život a neobyčejná dobrodružství vojáka Ivana Čonkina)
- 2006 : Moi qui ai servi le roi d'Angleterre (Obsluhoval jsem anglického krále)
- 2013 : The Don Juans (Donšajni)

### Acteur
- 1965 : Les Petites Perles au fond de l'eau (Perličky na dnĕ) - segment La mort de M. Baltazar (Smrt pana Baltazara) de Jiří Menzel : le cycliste
- 1966 : Trains étroitement surveillés (Ostře sledované vlaky) de Jiří Menzel : Dr Brabec
- 1968 : Un été capricieux (Rozmarné léto) de Jiří Menzel : Arnostek
- 1969 : L'Incinérateur de cadavres (Spalovač mrtvol) de Juraj Herz : Dvořák
- 1978 : Ces merveilleux hommes à la manivelle (Báječní muži s klikou) de Jiří Menzel : Kolenatý
- 1982 : Le Vampire de Ferat (Upír z Feratu) de Juraj Herz : Dr Marek
- 1992 : Das lange Gespräch mit dem Vogel (pl) de Krzysztof Zanussi : réalisateur
- 1993 : La Petite Apocalypse de Costa-Gavras : Stan
- 1996 : Une trop bruyante solitude (Příliš hlučná samota) de Véra Caïs : Le professeur
- 2006 - Rokonok d'István Szabó

## Théâtre
- 1993 : Le Prix Martin d'Eugène Labiche, Comédie-Française.

## Prix et récompenses

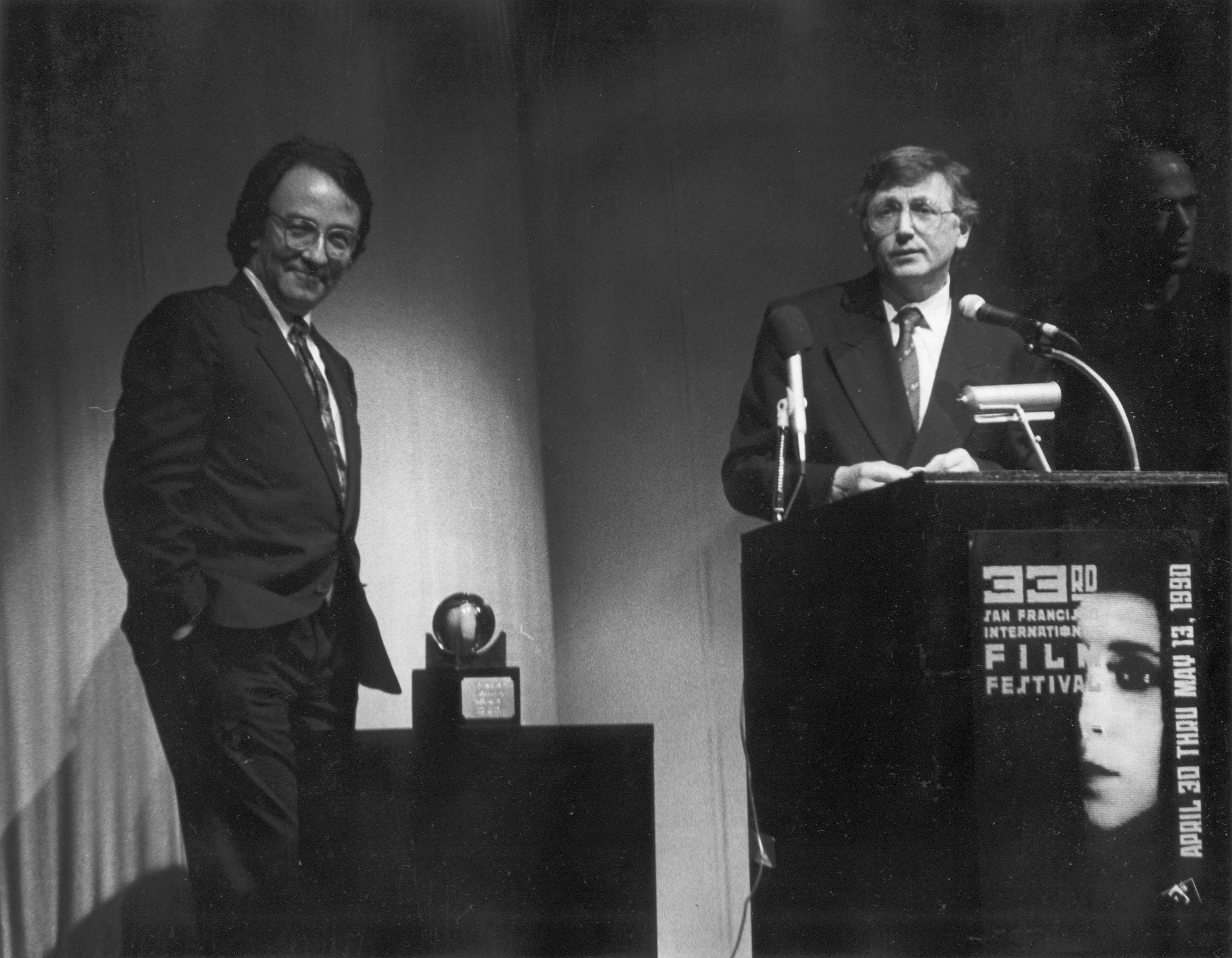
Menzel reçoit le Akira Kurosawa Award au San Francisco International Film Festival

- Menzel reçoit le Akira Kurosawa Award au San Francisco International Film Festival1968 : Oscar du meilleur film en langue étrangère pour Trains étroitement surveillés
- 1968 : Globe de cristal au Festival de Karlovy Vary pour Un été capricieux
- 1986 : Prix du jury œcuménique du Festival de Montréal pour Mon cher petit village
- 1990 : Ours d'or à la Berlinale pour Alouettes, le fil à la patte
- 2007 : Prix FIPRESCI de la Berlinale pour Moi qui ai servi le roi d'Angleterre

## Hommages
- Malavida organise une rétrospective en l'honneur du réalisateur à partir du 11 novembre 2020[6].